# 류보미르 페이사
류보미르 페이사(세르비아어: Љубомир Фејса, Ljubomir Fejsa, 1988년 8월 14일 ~ )는 세르비아의 축구 선수이다. 포지션은 수비형 미드필더이며, 현재 세르비아 수페르리가의 파르티잔에서 활동하고 있다.

## 클럽 경력
2006년에 하이두크 쿨라에 입단했으며 2008년 7월 1일에 FK 파르티잔과 5년 계약을 체결하면서 이적했다. 2011년에는 그리스의 축구 클럽인 올림피아코스와 300만 유로의 이적료와 함께 3+1년 계약을 체결하면서 이적했다. 2011-12 시즌 초반에는 좋은 활약을 기록했지만 훈련 도중에 부상을 당하면서 나머지 경기에 불참하게 된다.
2013년 2월에 미첼이 레오나르두 자르딩의 뒤를 이어 올림피아코스의 새 감독으로 임명되면서 주전 미드필더로 활약했다. 2013년 8월 23일에는 벤피카와 450만 유로의 이적료와 함께 5년 계약을 체결하면서 이적했다.

## 국가대표 경력
2007년 11월 24일에 열린 카자흐스탄과의 UEFA 유로 2008 예선 홈 경기에서 교체 출전하면서 세르비아 축구 국가대표팀 선수로 데뷔했으며 2008년 베이징 하계 올림픽에 참가했다.

## 수상
파르티잔
- 세르비아 수페르리가 3회 우승 (2008-09, 2009-10, 2010-110
- 세르비아컵 2회 우승 (2008-09, 2010-11)

올림피아코스
- 수페르리가 엘라다 3회 우승 (2011-12, 2012-13, 2013-14)
- 그리스컵 2회 우승 (2008-09, 2010-11)

벤피카
- 프리메이라리가 5회 우승 (2013-14, 2014-15, 2015-16, 2016-17, 2018-19)
- 타사 드 포르투갈 2회 우승 (2013-14, 2016-17)
- 타사 다 리가 3회 우승 (2013-14, 2016-17)
- 수페르타사 칸디두 드 올리베이라 2회 우승 (2016, 2017)
- UEFA 유로파리그 1회 준우승 (2013-14)